# Castillo de la Alquería
El Castillo de la Alquería es una antigua fortificación ubicada cerca del lugar de La Alquería, en el término municipal de Montanejos (Alto Mijares, Comunidad Valenciana).
Se encuentra encima de una colina en el margen izquierdo del río de Montán, cerca de su desembocadura en el río Mijares. Su estratégica situación domina la llanura que este río forma a su paso por Montanejos, así como los caminos que llegaban desde Cortes de Arenoso y Zucaina, y la población de Montán.
El castillo está catalogado, de manera genérica, como Bien de Interés Cultural, y presenta codificación, tanto en el ministerio (R-I-51-0011254), con fecha de anotación 20 de diciembre de 2004, como en la Dirección General de Patrimonio Cultural de la Generalidad Valenciana (12.08.079-004).

## Descripción
Actualmente, el castillo se encuentra bastante deteriorado. Hay tres estructuras diferenciadas: dos torres y un aljibe. También se conservan algunos tramos de muralla.
El aljibe, de planta rectangular y cubierta abovedada, tiene las paredes impermeabilizadas. Está construido con piedras unidas por argamasa y en la parte superior central se puede localizar el compluvium.
La torre meridional también es rectangular. En la pared sur hay un zócalo hecho con grandes bloques de piedra escuadrados de forma basta. A continuación hay un tramo de piedras regulares más pequeñas, rematadas por una hilera de piedras planas, donde se inicia la parte de mampostería irregular con argamasa oscura. No toda la torre presenta esta separación por hiladas de piedras planas.
Finalmente, la torre norte es maciza y de planta rectangular, con mampostería de piedra irregular y abundante argamasa. Se encuentra en avanzado estado de degradación.